# Callistoleon erythrocephalus
Callistoleon erythrocephalus är en insektsart som först beskrevs av Leach 1814.  Callistoleon erythrocephalus ingår i släktet Callistoleon och familjen myrlejonsländor. Inga underarter finns listade i Catalogue of Life.